# Castello di Fuentidueña de Tajo
Il castello di Fuentidueña de Tajo è un edificio storico del municipio spagnolo omonimo, nella comunità autonoma di Madrid. Il castello è situato su un'altura che domina Fuentidueña de Tajo.
Il castello è stato storicamente legato all'ordine militare di Santiago, motivo per il quale è anche noto come "castello di Santiago". Viene anche chiamato Torre de Doña Urraca e Torre de Los Piquillos, in riferimento alla torre del homenaje, uno degli elementi architettonici meglio conservati.

## Storia
La storia del castello di Fuentidueña inizia con la prima fortificazione musulmana scomparsa di Alfariella (o Alarilla), costruita dalla popolazione musulmana locale per fermare l'avanzata dei regni cristiani, durante la Reconquista. L'Alarilla venne conquistata da Alfonso VI di Castiglia fra i secoli XI e XII. I cristiani abbandonarono questa costruzione meramente militare e nel XII secolo costruirono un nuovo castello, che, oltre all'aspetto difensivo di una fortezza era anche un luogo di residenza.
Nel castello visse la regina Urraca I, moglie di Alfonso I d'Aragona, chiamata dueña dalla popolazione locale, il che diede il nome al paese.
Nell'anno 1212, Alfonso VIII consolidò il castello dopo la sua vittoria nella battaglia di Las Navas de Tolosa, che permise l'espansione a meridione del regno di Castiglia.
Nel XV secolo, l'edificio passò nelle mani dell'Ordine di Santiago. Nel 1438, Pedro Manrique venne imprigionato nel castello durante la guerra civile castigliana del 1437-1445. Fu anche una prigione per Álvaro de Luna, condannato per le sue divergenze con il suddetto ordine militare e con Diego López Pacheco y Portocarrero, secondo marchese di Villena.